# Akcayinae
Akcayinae es una subfamilia de foraminíferos bentónicos propuesta para sustituir a la subfamilia Sabaudiinae, de la familia Cuneolinidae, de la superfamilia Ataxophragmioidea, del suborden Ataxophragmiina y del orden Loftusiida. Su rango cronoestratigráfico abarca desde el Hauteriviense hasta el Aptiense (Cretácico inferior).

## Discusión
Clasificaciones previas hubiesen incluido Akcayinae en el suborden Textulariina del orden Textulariida o en el orden Lituolida. Fue propuesto para sustituir a la subfamilia Sabaudiinae debido a que su género tipo, Sabaudia Charollais & Brönnimann, 1965, podría ser invalidado por ser un homónimo posterior de Sabaudia Ghigi, 1909.

## Clasificación
Sabaudiinae incluye al siguiente género:
- Akcaya †, propuesto como nombre sustituto de Sabaudia